# Luftkissenfahrzeug

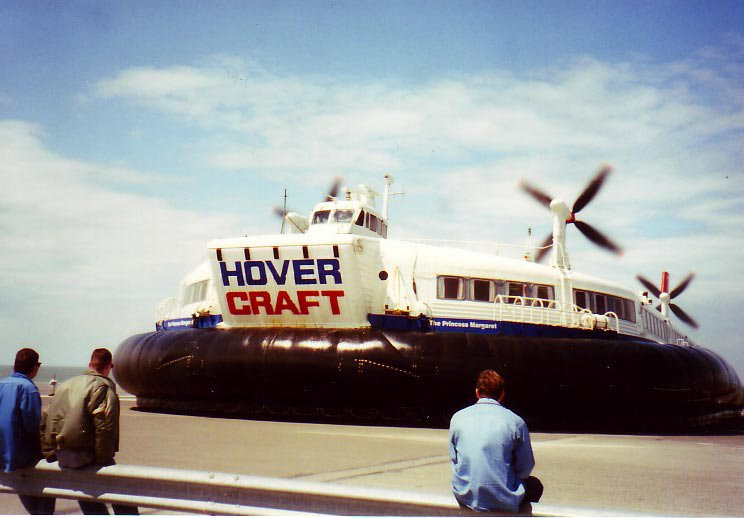
Saunders Roe Nautical 4 in Calais

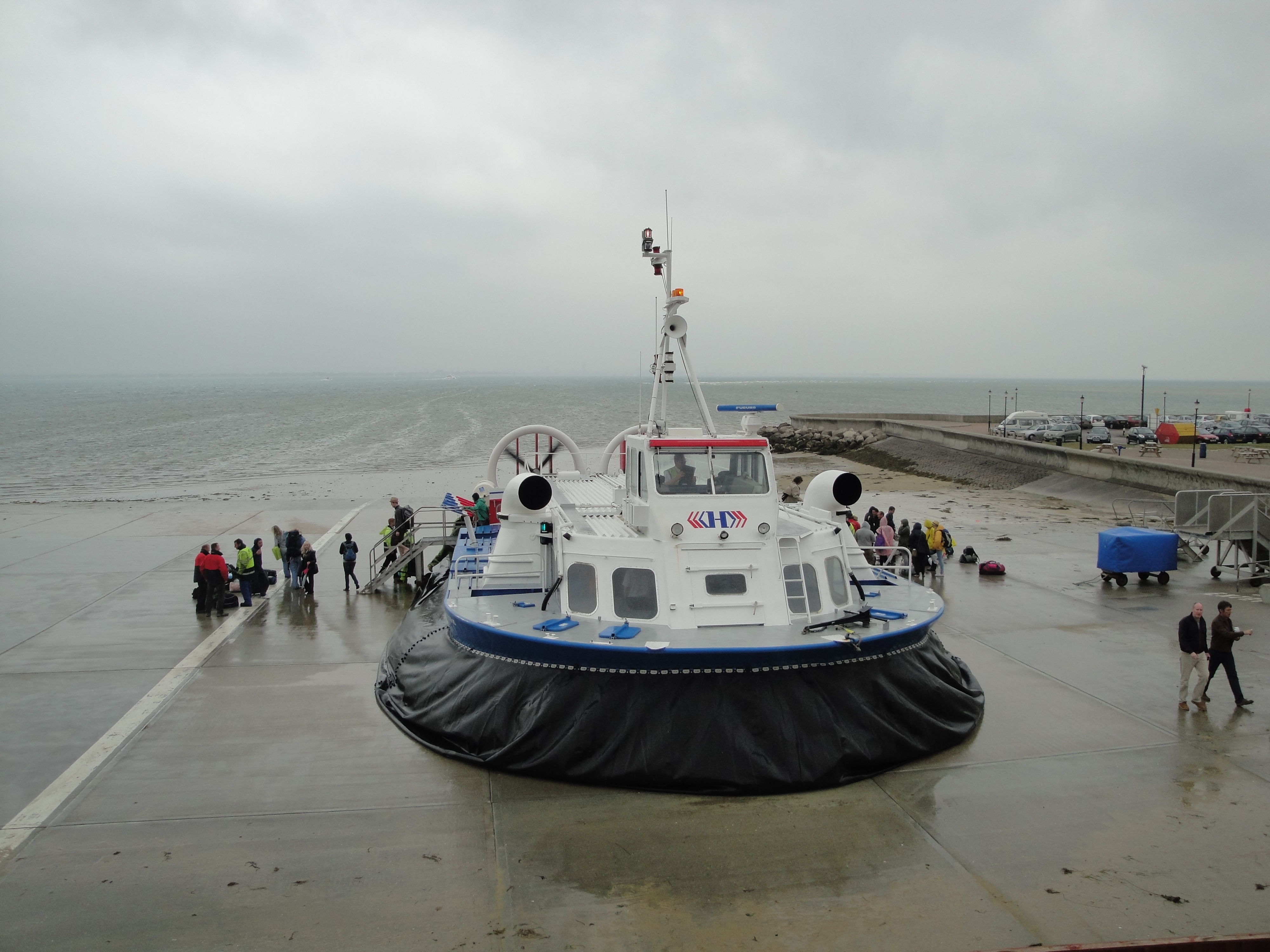
Hovercraft auf der Isle of Wight

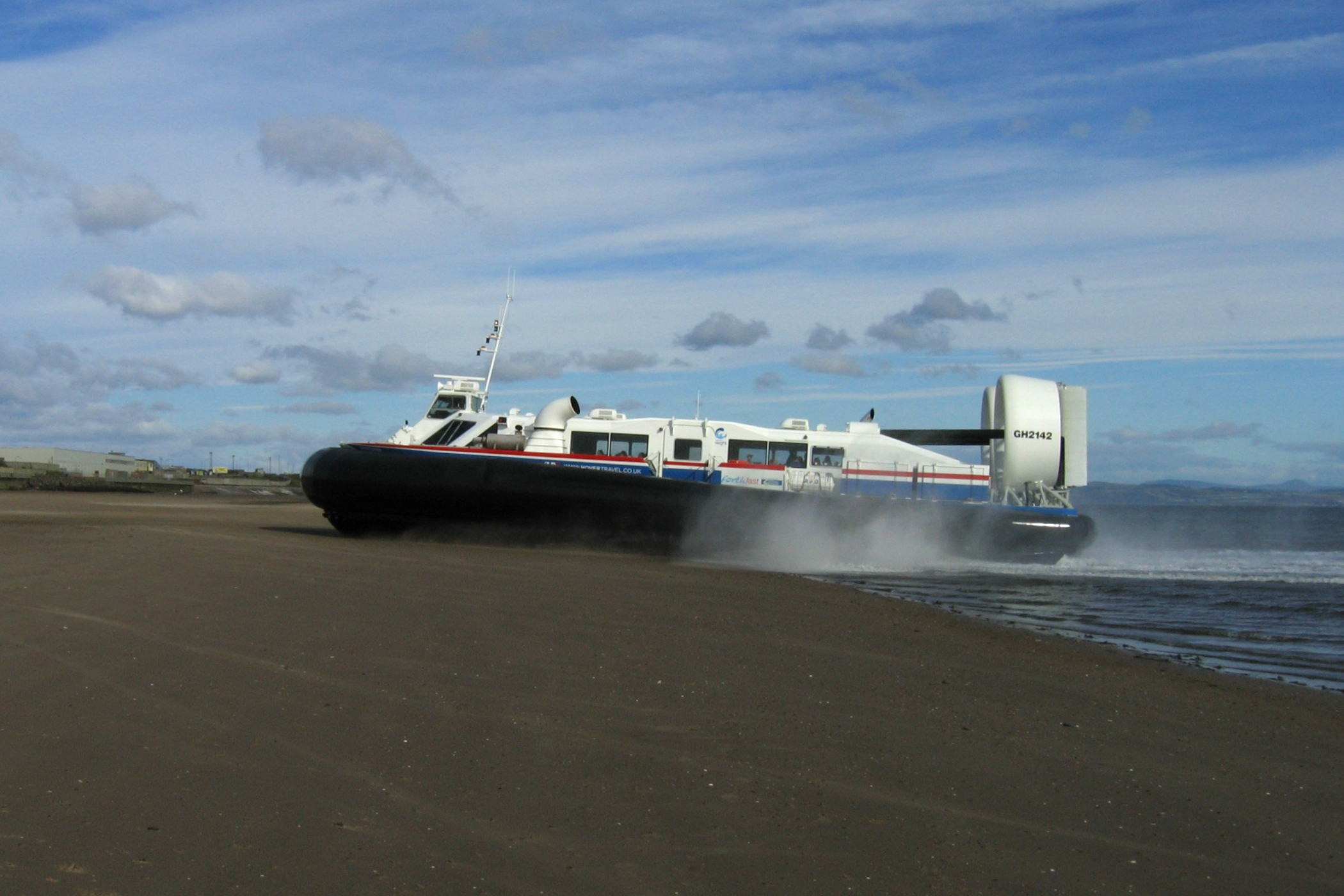
Hovercraft fährt auf den Strand

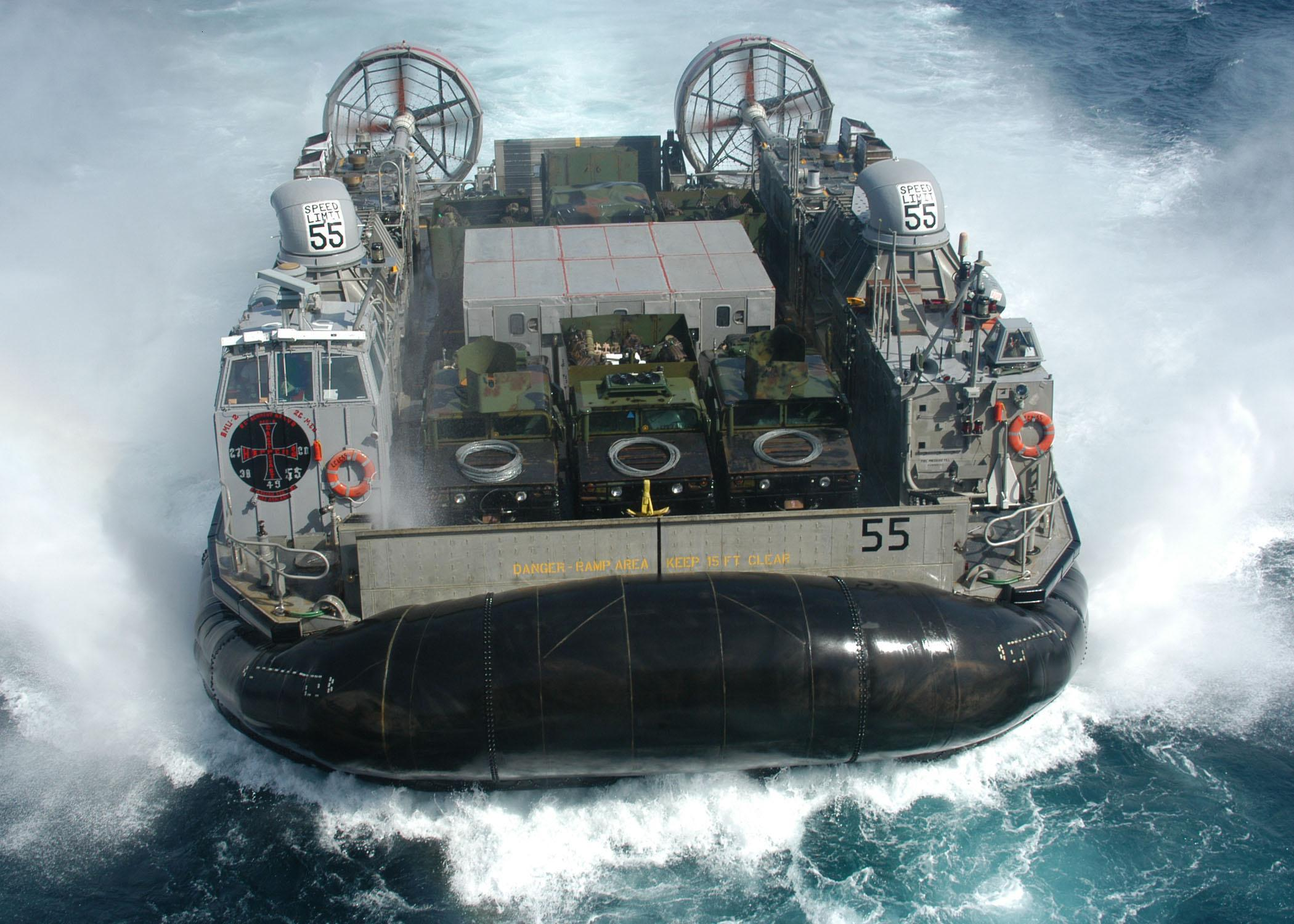
Luftkissen-Landungsboot
der United States Navy

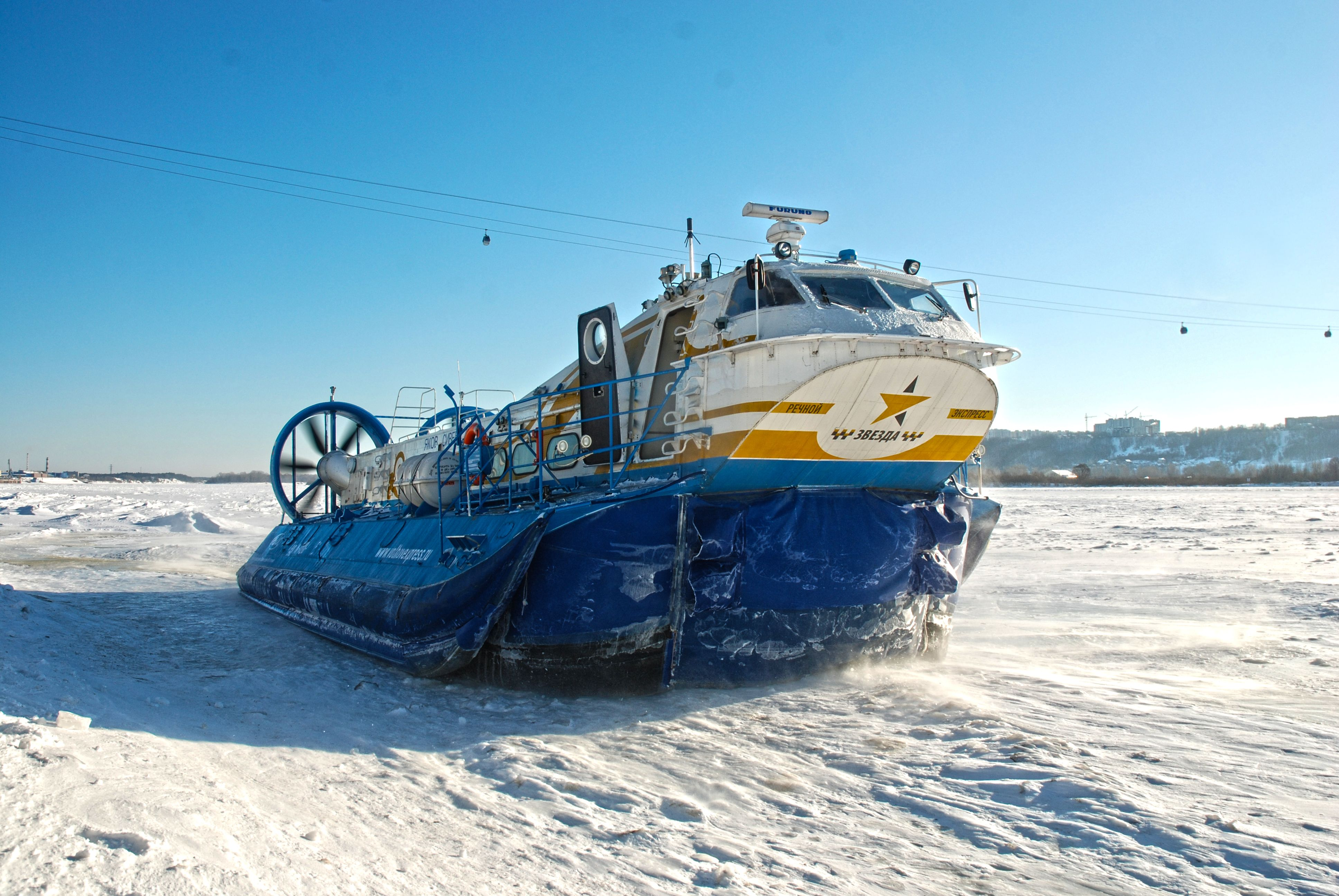
Russisches Luftkissenfahrzeug A48 bei Nischni Nowgorod

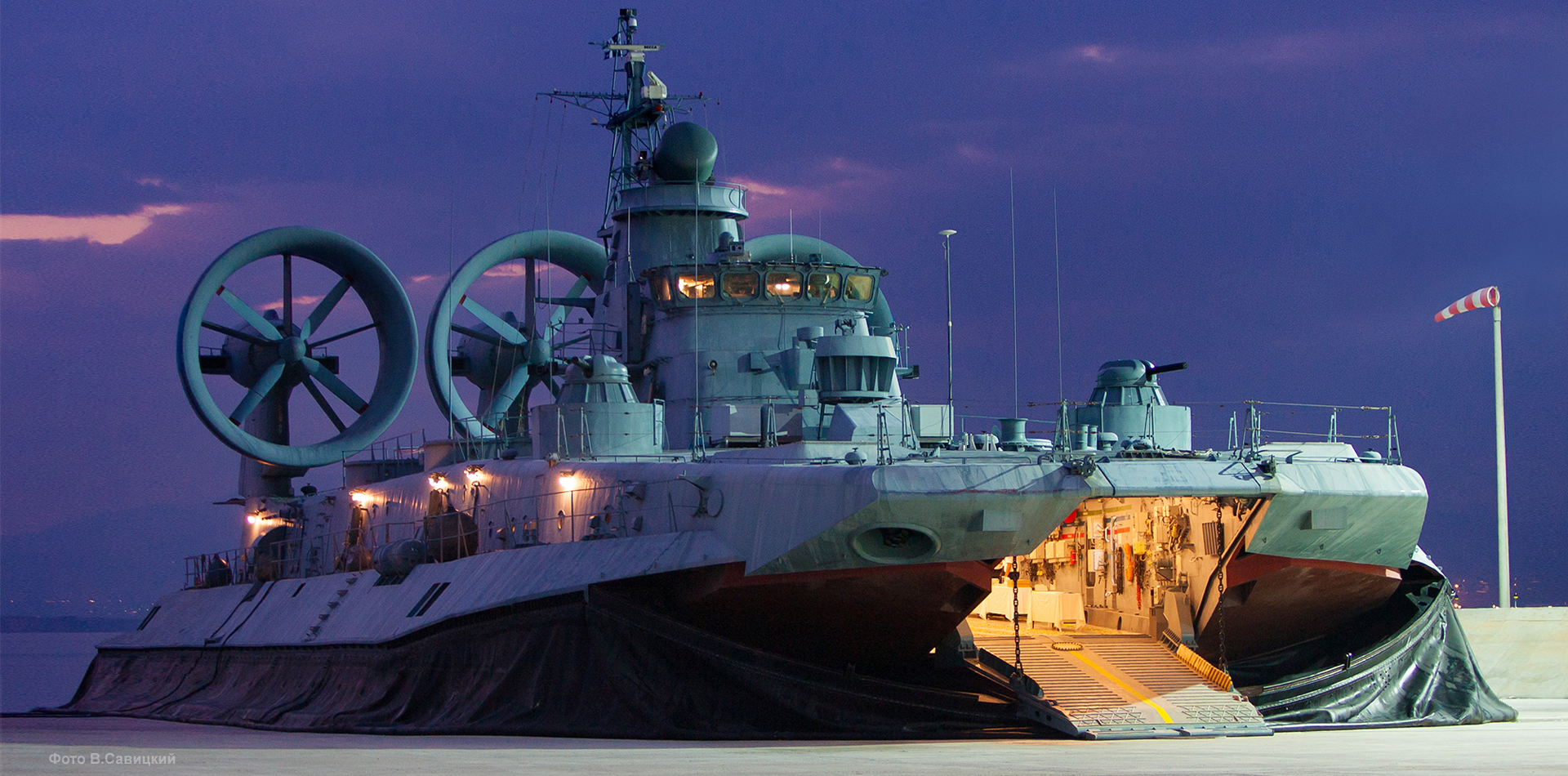
Zubr-Klasse mit offener Bugrampe

Ein Luftkissenfahrzeug (englisch hovercraft [ˈhɒv.ə.krɑːft], deutsch ‚Schwebefahrzeug‘) ist ein Fahrzeug, das aus Luft eine Art Kissen zwischen sich und der Erdoberfläche bildet, sodass es schwebt. In der Regel ist ein Luftkissenfahrzeug ein Luftkissenboot oder Amphibienfahrzeug. So dient es dem Güter- und Personentransport, als Expeditionsfahrzeug oder als Hilfsfahrzeug bei Rettungsdiensten und Feuerwehren. Als Wasserfahrzeug erfordert es eine Fahrerlaubnis für die entsprechende Fahrzeuggröße.

## Entwicklung
1877 meldete der Konstrukteur der ersten Torpedoboote, John Isaac Thornycroft, ein Patent für eine Luftkissentechnik an, setzte dies aber nicht in eine Konstruktion um. Thornycrofts Idee war, zwischen Schiffsrumpf und Wasser eine dünne Schicht Luft einzubringen.

### Österreich-Ungarn
Am 2. September 1915, während des 1. Weltkriegs, fand der weltweit erste Probelauf eines voll funktionsfähigen Seitluftkissenbootes statt. Der Entwickler war Dagobert Müller von Thomamühl von der k.u.k. Kriegsmarine. Das als „schneller Torpedoträger“ konzipierte „Gleitboot“ erreichte mehr als 30 Knoten (56 km/h). Es wurde durch fünf Flugzeugmotoren angetrieben, von denen nur einer Luft unter den Schiffskörper blies; die anderen waren mit konventionellen Schiffsschrauben verbunden. Die Bewaffnung bestand aus zwei Torpedos, einem Maschinengewehr und drei Wasserbomben.
Es wurden einige Probefahrten veranstaltet, aber schon 1917 wurde das Projekt aufgrund mangelnder Tragkraft, Seefestigkeit und Schutzfunktion beendet; außerdem mussten die von den Luftstreitkräften geliehenen Flugzeugmotoren zurückgegeben werden.

### Sowjetunion und Nachfolgestaaten, China
1927 wurden am Polytechnischen Institut am Don in der Sowjetunion Versuche mit einem Luftkissenapparat durchgeführt. Er hatte einen Durchmesser von 80 cm und wurde von einem Elektromotor angetrieben. Entwickelt worden war dieses Modell von W. I. Lewkow. 1934 war Lewkow Professor für angewandte Aerodynamik am Moskauer Institut für Flugzeugbau und führte im Frühjahr einer Sonderkommission, zu der der Aerodynamiker Prof. B. N. Jurjew und der Flugzeugkonstrukteur A. N. Tupolew gehörten, ein deutlich vergrößertes Modell vor. Daraufhin erhielt er den Auftrag, ein Versuchsfahrzeug zu bauen. Dieses wurde 1935 in den Werkstätten des Moskauer Instituts für Flugzeugbau realisiert und unter dem Namen L 1 im Sommer desselben Jahres erprobt. Es besaß eine Wasserverdrängung von 1,5 Tonnen, war dreisitzig und zuletzt mit 140-PS-(103-kW-)Motoren ausgerüstet.
1937 entstand das Luftkissenfahrzeug L 5. Es bestand aus Duraluminium und war mit zwei 860-PS-(633-kW-)Flugzeugmotoren ausgerüstet. Das Fahrzeug war 24 m lang, 5,35 m breit und hatte eine Wasserverdrängung von 8,6 Tonnen. Bei der Erprobung im Spätherbst des Jahres 1937 in der Koporsker Bucht des Finnischen Meerbusens erreichte es eine Geschwindigkeit von über 70 Knoten (130 km/h). Danach sollen bis zu 15 weitere Fahrzeuge gefertigt worden sein; für die Existenz der Fahrzeuge L 9 und L 11 gibt es Belege. Die Boote der L-Serie wurden alle im Zweiten Weltkrieg zerstört und die Weiterentwicklungen während des Krieges eingestellt.
Trotz der guten amphibischen Eigenschaften zu Wasser und zu Lande besaßen diese Fahrzeuge aufgrund der gewählten vorne und hinten offenen Katamaranbauweise eine zu geringe Tragfähigkeit, da die zum Betrieb notwendige Luftmenge sehr hoch war und der zum Schweben notwendige Überdruck nur in geringem Maße erreicht werden konnte. Nach dem Krieg arbeitete Lewkow als Chefkonstrukteur für Luftkissenfahrzeuge; er starb 1954.
Von 1985 bis 2004 wurden in Sankt Petersburg und Feodossija 15 Boote der in den 1980ern entwickelten Zubr-Klasse gebaut. Nach dem Ende der Sowjetunion wurden zwei Boote vor ihrer Fertigstellung verschrottet und drei Boote an die Ukraine übergeben, die selbst noch ein weiteres Boot baute. Ab 2001 wurden drei neue Boote für Griechenland gebaut. China kaufte von Griechenland 4 Boote und von der Ukraine 2 Boote und das Recht, zwei weitere in China zu bauen, und verfügt damit über die größte aktive Flotte dieser Klasse.
2009 unterzeichneten die Ukraine und China ein Abkommen über die Lieferung von vier großen Luftkissenbooten (bekannt als 'European Bison') und über einen Technologietransfer.

### Großbritannien
Im Westen wurde das Luftkissenboot in den 1950er Jahren von dem britischen Ingenieur Christopher Cockerell entwickelt. In ersten Experimenten mit leeren Blechdosen, einem Föhn und Küchenwaagen wies er nach, dass das Luftkissenprinzip funktioniert. Später ließ er ein 60 cm langes Arbeitsmodell bauen. 1955 ließ er das Gerät patentieren und nannte es Hover Craft. Der besondere technische Kniff dabei war die Führung des Luftstromes an der Außenkante des Fahrzeugs in einer Doppelwand, so dass dieser höheren Druck als bisher bekannt gewann und damit in der Lage war, das Fahrzeug mit vergrößerter Effizienz vom Boden abzudrücken. Cockerells Grundversion basierte auf einem vollkommen steifen Körper.
Erste fahrfähige Modelle des Konzepts erwiesen sich durchweg als tauglich. Die Fähigkeit zur Fahrt über Wasser wurde ebenfalls erfolgreich nachgewiesen. Mit Ausnahme der begrenzten Steigungsfähigkeit und der maximalen Hindernisgröße von (je nach Modell) bis zu 25 cm stellte sich das Fahrzeug als für alle Untergründe geeignet heraus, einschließlich Eis und Wüstensand. Einfluss auf die maximale Geschwindigkeit von typisch rund 60 km/h hatte der Untergrund kaum.
1957 führte Cockerell sein Gerät dem britischen Militär vor. Dieses war zwar zunächst nicht unmittelbar daran interessiert, so wurde die Seetüchtigkeit bei hohem Wellengang in Frage gestellt. Man stufte es jedoch als ein Objekt der nationalen Geheimhaltung ein, so dass Cockerell seine Erfindung ein Jahr lang nirgendwo anders vorführen durfte.
Nach der Freigabe (declassification) 1958 konnte er schließlich die von der britischen Regierung finanzierte Organisation National Research Development Corporation, überzeugen, das Gerät für kommerzielle Zwecke zu entwickeln.
Am 11. Juni 1959 präsentierte Cockerell das erste vollwertige Luftkissenfahrzeug, das 7 Tonnen schwere Modell SR.N1, am Strand von Dover; ab Juli 1959 überquerte es regelmäßig den Ärmelkanal.
Eine wesentliche funktionale Komponente der heutigen Bauweise wurde später im Laufe der Erprobung vom britischen Militär hinzugefügt: eine Gummi-Schürze, die das Luftkissen wesentlich besser gegenüber unebenen Untergründen abdichten konnte und so zu geringeren Verlustströmungen und einem größeren Bodenabstand beitrug. Die Nachfolgemodelle wurden von den britischen Streitkräften unter anderem in Langstreckentests über einige hundert Kilometer in der libyschen Wüste und dem kanadischen Eismeer erfolgreich erprobt. Die Briten besitzen eines der wenigen Bataillone mit Luftkissenbooten.

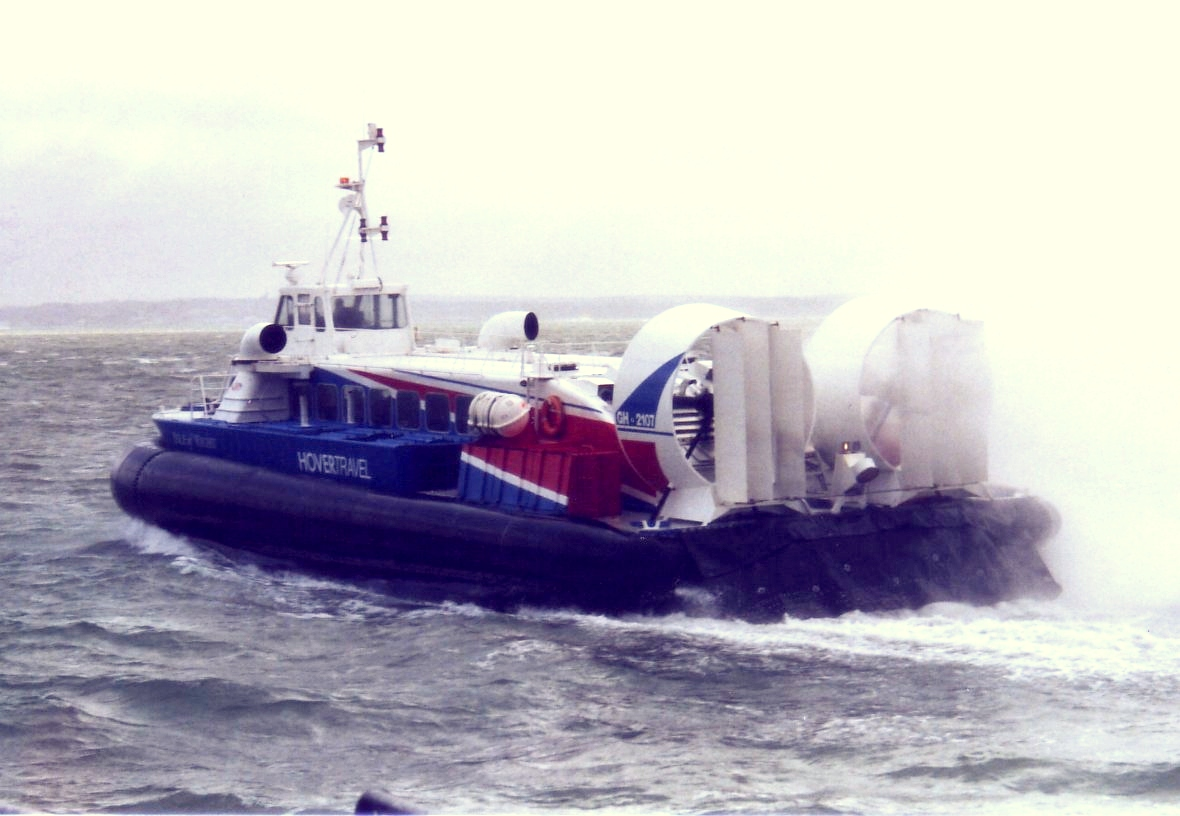
Hovercraft zur Isle of Wight

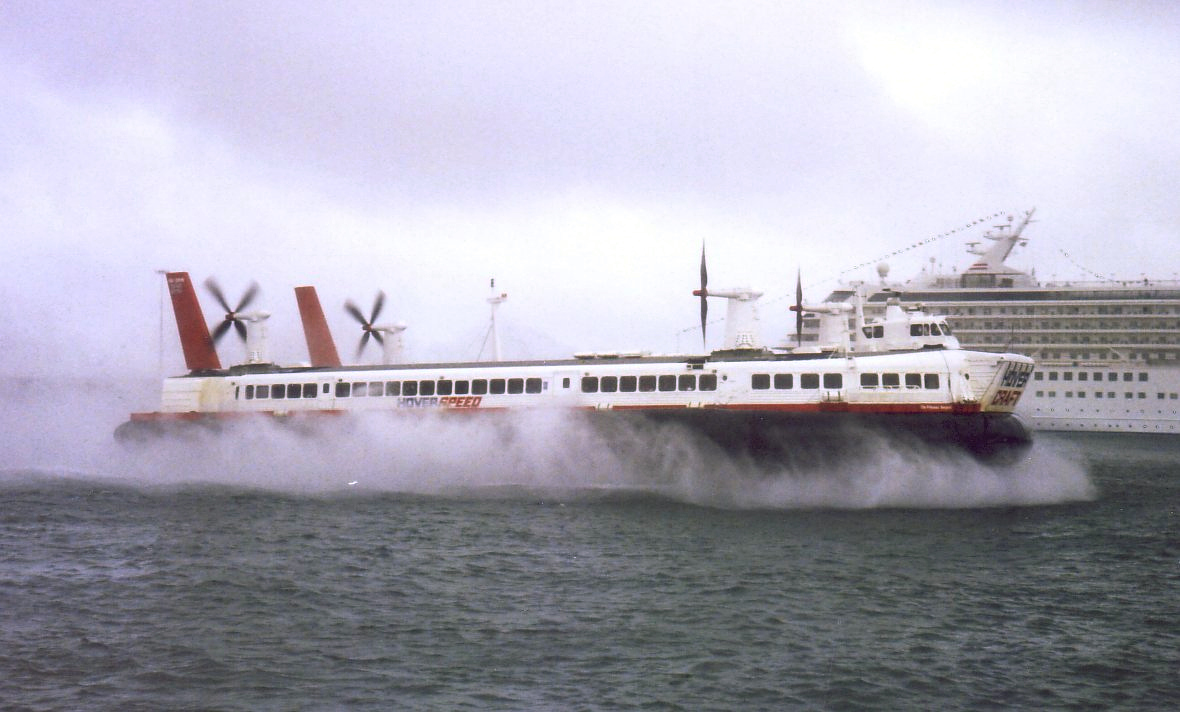
SR.N4 Hovercraft in Dover

1962 wurde in Großbritannien der erste reguläre Hovercraft-Passagierdienst im Norden von Wales aufgenommen. Wenig später folgte eine Verbindung von Portsmouth nach Ryde auf der Isle of Wight, die bis heute von der Reederei Hovertravel bedient wird. 1966 wurden erstmals Verbindungen über den Ärmelkanal von Ramsgate und Dover nach Calais als reiner Passagierdienst angeboten. Die Überfahrt mit dem Hovercraft war deutlich schneller als die Überfahrt mit einem konventionellen Fährschiff, deshalb konnte sie auch teurer sein.
Seinen Höhepunkt erreichte der Hovercraftbau in England mit den ab 1968 in Dienst gestellten Luftkissenfahrzeugen des Typs Saunders Roe Nautical 4 (SR.N4). Sie waren die größten zivilen Luftkissenfahrzeuge der Welt und gleichzeitig die einzigen Luftkissenfahrzeuge, die neben Passagieren auch Automobile und Busse beförderten. Insgesamt wurden sechs Exemplare gebaut, die ab 1968 die reinen Passagier-Hovercrafts auf dem Ärmelkanal ablösten. Sie waren bis zum Jahr 2000 zwischen Dover und Calais im Einsatz.
Im Bereich der kommerziellen Hovercrafts sind zahlreiche Boote von Griffon Hoverwork im Einsatz. Diese Boote werden sowohl als Fähren (Portsmouth zur Isle of Wight) als auch als SAR-Fahrzeuge eingesetzt. Zudem wurden vier Boote des Typs 2400 TD an die britische Marine verkauft, die damit ihre vier aus den Jahren 1993 bis 1995 stammenden 2000 TD ersetzt.

### Frankreich
Die französischen Luftkissenfähren, die als eigene Entwicklungslinie unter Beteiligung des Ingenieurs Jean Bertin von der Société d’Étude et de Développement des Aéroglisseurs Marins (SEDAM) entwickelt wurden, werden als Naviplane bezeichnet. Insbesondere bei der Schürzenkonstruktion ging man eigene Wege. Statt einer großen, allerdings letztlich zur Stabilisierung unterteilten Kammer verwendete man zunächst eine Anzahl kleinerer Kammern. Das funktionierende Prinzip wurde schließlich zugunsten der einfacheren und kostengünstigeren englischen Bauweise aufgegeben. Bei den Fähren wurden die nach und nach verschleißenden Schürzen durch andere ersetzt.
Die Fähren wurden für den Fährdienst im Ärmelkanal und an der Küste der Biskaya eingesetzt. Insgesamt wurden drei verschiedene Typen entwickelt. Die N.102 war ein kleines Naviplane für bis zu zwölf Passagiere, die N.300 konnte 90 Passagiere befördern. 1977 wurde die N.500 gebaut, die mit 400 Passagieren und 60 Pkw eine ähnliche Kapazität hatte wie die britischen SR.N4 Mk III. Bereits zwei Wochen nach der ersten Testfahrt brannte die erste N.500 jedoch nach einer Explosion beim Start aus. Es wurde nur ein weiteres Exemplar gebaut, das von 1978 bis 1983 für die britische Reederei Seaspeed und deren Nachfolger Hoverspeed im Einsatz war. Aufgrund häufiger technischer Defekte wurde sie jedoch nach nur fünf Jahren ausgemustert und 1985 verschrottet. Die Werft SEDAM ging 1982 in Konkurs. Insgesamt wurden nur sechs N.102, zwei N.300 und zwei N.500 gebaut, von denen keines mehr erhalten ist.

### USA
Die US-Marine betreibt ebenfalls mehrere Hovercraft-Staffeln (LCAC), wobei die Fahrzeuge im Wesentlichen herkömmliche Landungsboote ersetzen und somit als Transporter genutzt werden. Für den Antrieb werden Gasturbinen benutzt. Das Fahrzeug wird durch mehrere schwenkbare Luftdüsen vorangetrieben.
Im Delta County, Michigan fand 2024 eine Personenrettung per kleinem Luftkissenboot auf brüchigem Eis des zugefrorenen Michigansees statt. Das von einer Luftschraube am Heck angetriebene Boot mit spitzem Bug ist – geschätzt nach dem Video – etwa 7 m lang und 2,3 m breit.

### Japan
Von 1971 bis 2010 wurde auf der Strecke zwischen Oita City bzw. Beppu City und dem Flughafen Oita eine Fährbetrieb durch die Oita Hover Ferry Co., Ltd. betrieben. Das letzte eingesetzte Fahrzeug hatte die Bezeichnung MV-PP10.

## Technik

1. Propeller
2. Luftstrom
3. Turbine
4. Flexible Schürze

Funktionsprinzip des Luftkissenfahrzeugs

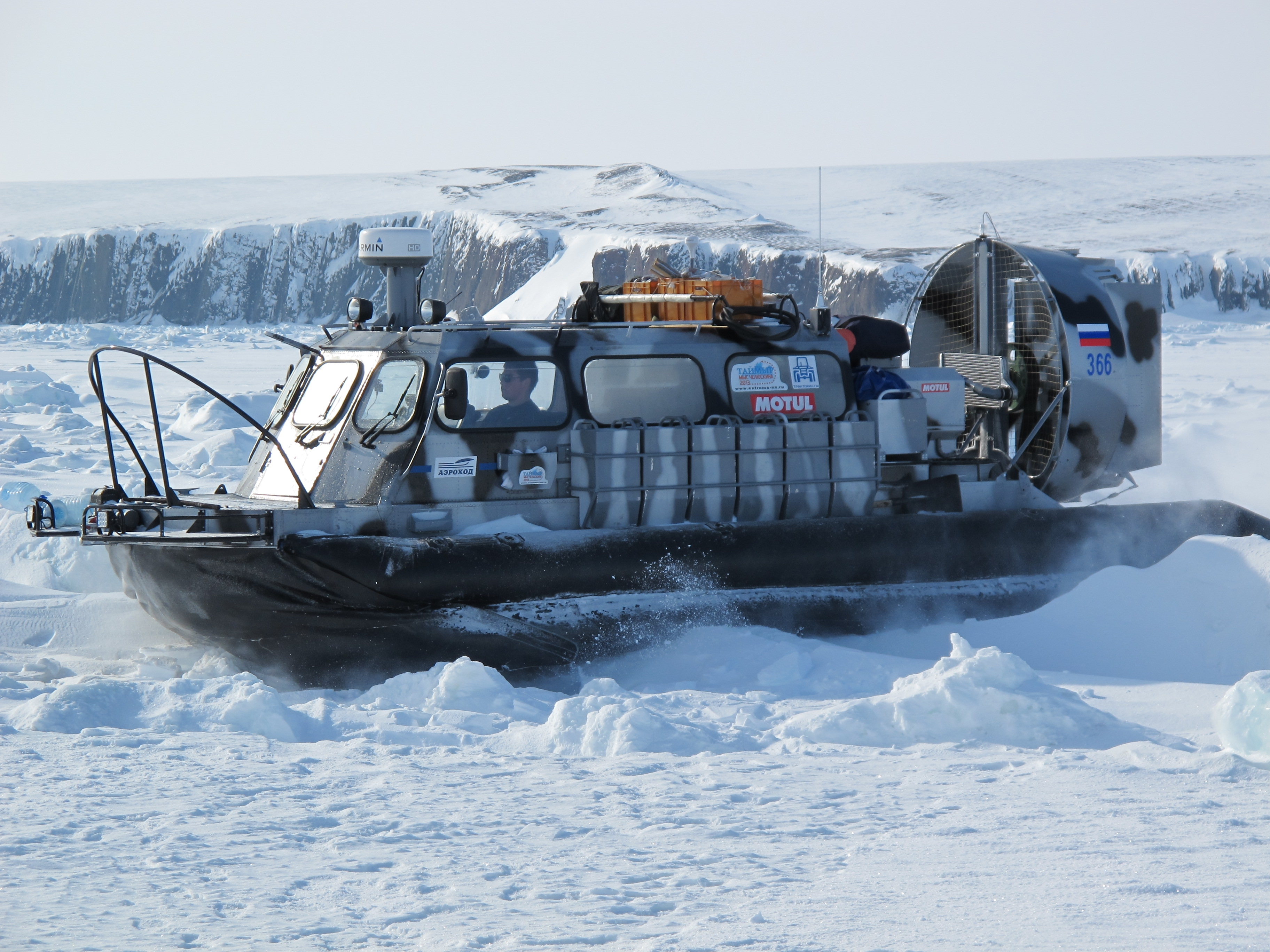
Luftkissenfahrzeug Hivus-10 im Norden Russlands

### Vollhovercraft
Bei diesen Fahrzeugen ist der gesamte Rumpf rundherum mit einer flexiblen Schürze versehen. Durch Gebläse wird ein permanentes Luftkissen im umkleideten Bereich aufgebaut. Auf diesem Luftkissen schwebt das Boot quasi berührungslos über dem Boden oder Wasser, nur die Schürzen liegen bei unebenem Untergrund leicht auf.
Vollhovercrafts können sowohl im Wasser als auch an Land fahren, sie sind amphibisch. Der Antrieb erfolgt mit Propellern oder Impellern im Luftstrom, die Steuerung mit Luftrudern, ähnlich dem Leitwerk bei Flugzeugen, oder schwenkbaren Luftdüsen.
Bekannte Muster sind:
- SR.N4 der englischen Fährverbindung von Dover über den Ärmelkanal
- die Naviplanes als französisches Gegenstück wurden auch im Küstentransport eingesetzt
- militärische Hovercrafts amerikanischer und die teils weit größeren Landungsboote russischer Produktion

### Antrieb
Die allermeisten Hovercrafts werden fossil angetrieben, jedoch werden zunehmend kleine elektrische und hybride Modelle entwickelt und Prototypen demonstriert. Es gab mindestens drei Hovercrafts mit Muskelkraft-Antrieb, allerdings mit stark eingeschränkter Betriebsdauer. Das erste war über 100 m 5,9 m/s schnell in 1988. Von 2002 bis mindestens 2016 war Steamboat Willy in Betrieb. Es konnte auf einer glatten Oberfläche von fast einer beliebigen Person zum Abheben gebracht werden und von starken Personen auch über Wasser und etwa im Lauftempo fortbewegt werden. Es konnte ab Rampe oder Strand ins Wasser gleiten.

### Verwandte Konzepte

#### Schienenfahrzeuge
Parallel zu den Experimenten mit Magnetschwebetechnik gab es vor allem in Frankreich die Entwicklung der Luftkissenbahn Aérotrain unter Jean Bertin, zwischen 1965 und 1974. Nach einigen Geschwindigkeitsrekorden wurde das Projekt eingestellt, die meisten Fahrzeuge später durch Brand vernichtet oder abgewrackt. Der aufwändige aufgeständerte Fahrweg aus Beton und die anfängliche Verwendung von Propeller- oder Jet-Antrieb werden als Ursache angeführt, dass die Technik sich nicht durchsetzte.
Neben der Hochgeschwindigkeitsvariante gab es langsamere Fahrzeuge, die schließlich Praxisreife und Anwendung fanden. Zu nennen ist etwa die U-Bahn im österreichischen Serfaus. Die seitliche Schiene dient hier lediglich als Führung, der Zug läuft auf Luftkissen. Den Antrieb der Luftkissenbahn, die wenige Meter unter der Straße entlangläuft, übernimmt – wie bei einer Standseilbahn – ein seitlich verlaufendes Seil.

#### Bodeneffektgerät
Bodeneffektgeräte sind nur wegen des physikalischen Prinzips den Luftkissenfahrzeugen ähnlich. Sie nutzen den Bodeneffekt, bei dem gegenüber den frei fliegenden Flugzeugen höherer Auftrieb in Bodennähe entsteht, bedingt durch die Luftrolle, die sich unter dem Flügelprofil des Bodeneffektfahrzeuges fortbewegt. Grundsätzlich gilt hier die Unterscheidung zwischen einflügeligen Bodeneffektfahrzeugen, die den Bodeneffekt verlassen können und Flugzeugeigenschaften aufweisen, und den Stauflügelfahrzeugen mit Tandem-Flügel-Konstruktionen, die als reine Bodeneffektfahrzeuge den bodennahen Bereich nicht verlassen können.
Zu den einflügeligen Bodeneffektflugzeugen zählen die russischen Ekranoplane, die Konstruktionen von Alexander Lippisch, Hanno Fischer und die einfachen Stauflügel.
Von hoher technischer Bedeutung sind die Bodeneffektfahrzeuge nach dem Stauflügelprinzip von Günther W. Jörg, auch Tandem Airfoil Flairboat genannt, die durch Anordnung von zwei Flügelpaaren mit Rumpf und Heckpropeller eine sichere Eigenstabilität und zuverlässige Bedienung innerhalb des Bodeneffektes gewährleisten.

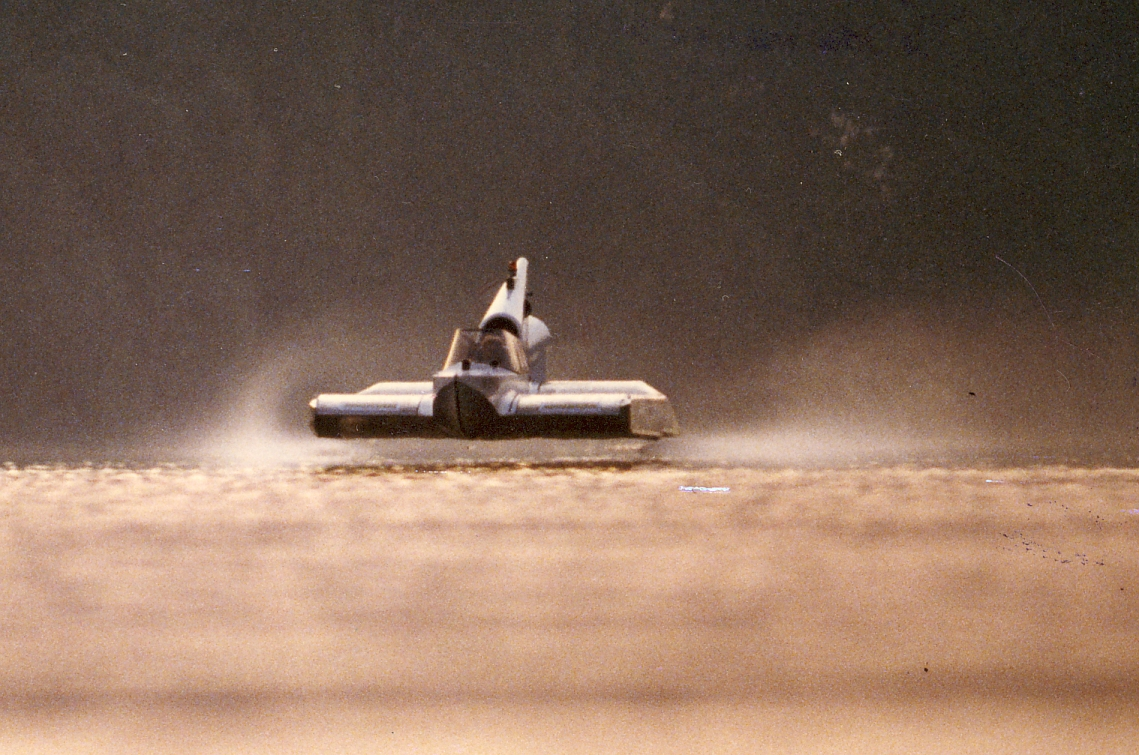
Jörg 1 im Bodeneffektflug

Im Unterschied zu anderen Luftkissenfahrzeugen wie Hovercrafts wird das Luftkissen nicht durch zusätzliche Hilfsmittel (Gebläse) erzeugt, sondern entsteht infolge des Vorwärtschubs ausschließlich durch die spezielle Flügelform und Anordnung. Diese Tandem Airfoil Flairboats können den Bodeneffekt nicht verlassen und sind daher als Schiff bzw. Wasserfahrzeug eingeordnet und zugelassen.

Jörg 1 und Jörg 3 im Hafen

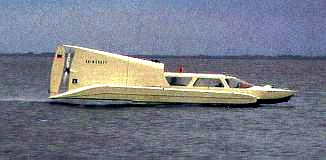
Jörg 2 auf der Nordsee

#### SES (Surface Effect Ships)
Ein SES ist ein Schiff in Katamaran-Bauweise mit zwei Rümpfen, wobei die Lücke zwischen den beiden Rümpfen an Bug und Heck durch je eine flexible Schürze aus Gummimaterial abgedichtet ist. Mit leistungsstarken Gebläsen wird permanent Luft in den Raum zwischen den Rümpfen und den Schürzen geblasen. Dadurch hebt sich das Boot teilweise aus dem Wasser und beginnt bei schnellerer Fahrt zu gleiten. Der Antrieb eines SES erfolgt mit herkömmlichen Schiffspropellern, die Steuerung mit konventionellen Ruderblättern. Mit SES sind Geschwindigkeiten von bis zu 60 Knoten erzielbar, sie sind jedoch nicht amphibisch. Dieses Konzept wird vereinzelt auch bei Kriegsschiffen verwendet, zum Beispiel bei der norwegischen Skjold- und dem russischen Projekt 1239. Bei Blohm + Voss wurde 1989 der als Erprobungsträger verwendete Luftkissenkatamaran Corsair gebaut.

#### Hoverplattformen
Eine Hoverplattform dient dem Lastentransport, wobei das Luftkissen den Transport auch sperrigster und schwerster Lasten auf sehr ebenem Untergrund nahezu reibungsfrei ermöglicht.

#### Terraplane
Dies ist eine französische Variante eines geländegängigen, teils amphibischen Fahrzeuges auf Rädern oder Ketten mit Luftkissenunterstützung. Die Luftkissen werden direkt durch Turbinen oder Gebläse erzeugt, Düsen unterstützen die Wirkung. Die Schürzen befinden sich zwischen den Ketten bzw. Rädern.
Das Konzept erwies sich als funktionsfähig. Technisch kann man die Entwicklung als Vorgänger der heutigen Hoverplattformen mit externen Zugmitteln ansehen.

## Sport

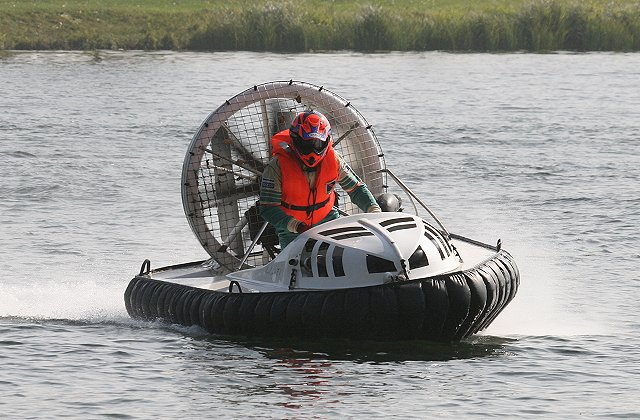
Formel-1-Hovercraft-Rennboot auf dem Tunisee bei Freiburg im Breisgau

Hovercrafts werden auch zum Sportbetrieb und in Wettbewerben genutzt. Sie haben meist um die 3 Meter Länge und erreichen mehr als 100 km/h; in Deutschland werden sechs Formelklassen gefahren.
| Formelklasse | Beschränkungen |
| ------------ | --- |
| Formel 1     | keine Beschränkungen bezüglich Hubraum und Motorenzahl |
| Formel 2     | keine Beschränkungen bezüglich Motorenzahl, Gesamthubraum beschränkt auf max. 600 cm³ 2T / 750 cm³ 4T                                                                                            |
| Formel 3     | keine Beschränkungen bezüglich Motorenzahl, Gesamthubraum beschränkt auf max. 250 cm³ (mit Rennsaison 2008 eingestellt, da in Europa (außer in der UK-Serie) nur noch ein Fahrer angetreten war) |
| Formel 50    | nur ein Motor für Antrieb und Auftrieb, Beschränkungen bei Motortyp (Rotax 503 mit 500 cm³) und original Rotax Auspuffanlage. Motorleistung 54 PS                                                |
| Formel 35    | Gesamtleistung aller Motoren maximal 35 PS (wird insb. in Großbritannien gefahren) |
| Formel 25    | Gesamtleistung aller Motoren maximal 25 PS (wurde zuletzt bei der Weltmeisterschaft 2008 in Schweden gefahren, bei der Weltmeisterschaft 2010 durch die Formel 35 abgelöst)                      |
| Formel S     | nur ein Motor für Antrieb und Auftrieb, sonst keine Einschränkungen |
| Formel J     | Junioren ab 11 Jahren, beschränkte Leistung |
| Formel N     | Sammelgruppe für alle Neulinge, keine Beschränkungen, jedoch unter ständiger Aufsicht der Rennleitung                                                                                            |

## Unfälle
Im Laufe der Geschichte kam es weltweit nur zu wenigen nennenswerten Unfällen mit Luftkissenbooten:
- Am 30. März 1985 verunglückte das Luftkissenfahrzeug Princess Margaret vom Typ Saunders Roe Nautical 4, als es aus Calais kommend bei „ziemlich schlechtem“ Wetter und Windgeschwindigkeiten von bis zu 30 Knoten in den Hafen von Dover einlief. Der Bootskörper wurde gegen eine Kaimauer gedrückt, so dass ein Loch in die Außenhaut gerissen wurde. Von den 370 Passagieren wurden zwei getötet und mindestens 50 weitere verletzt.[15]
- Im September 2012, anlässlich der Hovercraft-Weltmeisterschaft in der Formel-2-Klasse in Thüringen kam nach dem Zusammenstoß mehrerer Boote ein 54-jähriger Pilot ums Leben, zwei weitere Fahrer wurden verletzt.[16]